# Вяяна-Йиесуу
Вяана-Йиесуу (ест. Vääna-Jõesuu) — село в Естонії, у повіті Гар'юмаа, у волості Гарку в північній Естонії на березі Фінської затоки. Воно знаходиться за 27 км на захід від центру Таллінна. На березі моря знаходиться «Гамлетівська гірка» — майданчик, де можна зупинитися на автомобілі і помилуватися морським видом. Назва походить від того, що за радянських часів тут проходили зйомки фільму про Гамлета.